# Mezium sulcatum
Mezium sulcatum är en skalbaggsart som först beskrevs av Fabricius 1792.  Mezium sulcatum ingår i släktet Mezium, och familjen trägnagare. Arten förekommer tillfälligt i Sverige, men reproducerar sig inte.